# Кочергин, Егор Петрович
Его́р Петро́вич Кочерги́н (1916—1943) — капитан Рабоче-крестьянской Красной Армии, участник Великой Отечественной войны, Герой Советского Союза (1943).

## Биография
Егор Кочергин родился 6 сентября 1916 года в деревне Подберёзово (ныне — Мценский район Орловской области). После окончания семи классов школы работал трактористом в колхозе. В 1938 году Кочергин был призван на службу в Рабоче-крестьянскую Красную Армию. С июня 1941 года — на фронтах Великой Отечественной войны. Участвовал в боях на Дону и под Воронежем, Курской битве. К августу 1943 года гвардии капитан Егор Кочергин был заместителем по политической части командира дивизиона 111-го гвардейского артиллерийского полка 40-й армии Воронежского фронта. Отличился во время освобождения Сумской и Полтавской областей Украинской ССР.
Когда в конце августа 1943 года к западу от Ахтырки три немецкие дивизии начали наступление, полк Кочергина оказался в окружении у села Веприк Гадячского района Полтавской области. 27-28 августа Кочергин, организовав круговую оборону дивизиона, активно участвовал в отражении контратак противника. В критический момент боя Кочергин поднял артиллеристов в атаку, отбросив противника, сохранив тем самым важную переправу через реку Псёл. 28 августа 1943 года Кочергин погиб при попытке вырваться из окружения. Первоначально был похоронен в Веприке, позднее перезахоронен в Гадяче.
Указом Президиума Верховного Совета СССР от 9 октября 1943 года за «образцовое выполнение боевых заданий командования на фронте борьбы с немецкими захватчиками и проявленные при этом отвагу и геройство» гвардии капитан Егор Кочергин посмертно был удостоен высокого звания Героя Советского Союза. Также был награждён орденами Ленина и Красного Знамени. Навечно зачислен в списки личного состава воинской части.

## Память
- Гадячская специализированная школа-интернат имени Е. П. Кочергина, открытая в 1958 году в городе Гадяч Полтавской области[2].
- Бюсты Кочергина установлены в Мценске и Подберёзово, в его честь в Мценске и в Веприке названа улица[1].